# The Tale of the Bunny Picnic
The Tale of the Bunny Picnic is een televisiefilm uit 1986 geregisseerd door Jim Henson en David G. Hillier. Het hoofdpersonage is een fantasierijk Muppet-konijntje genaamd Bean Bunny (Steve Whitmire), dat het opneemt tegen een hond (Jim Henson) die de konijnengemeenschap bedreigt.

## Verhaal
Het verhaal begint met een groep konijnen die de voorbereidingen treffen voor de jaarlijkse viering van de lente, die wordt ingeluid door een picknick en het bezoek van Storyteller Bunny, een verhalenverteller. Bean wil zijn oudere broer en zus Lugsy (Richard Hunt) en Twitch (Camille Bonora) helpen met de voorbereidingen, die hem echter maar lastig vinden en wegsturen. Teleurgesteld gaat Bean het bos in waar hij tot zijn schrik een hond tegen het lijf loopt. Hij gaat terug om de anderen te waarschuwen, maar aangezien er in geen jaren een hond is gezien in de buurt en Bean bekendstaat als een dagdromer gelooft niemand hem.
Ze ontdekken echter al gauw dat er wel degelijk een hond rondloopt die de konijnen wil aanvallen. In eerste instantie lijkt de hond de slechterik te zijn van het verhaal, maar gaandeweg wordt duidelijk dat het zijn baasje, een valse boer, is die hem opdraagt de konijnen uit te roeien. De hond probeert enkel zijn hachje te redden door op hen te jagen. Na een aantal mislukte pogingen om van de hond af te komen luisteren de konijnen eindelijk naar Bean, die de oplossing denkt te hebben voor hun probleem. Geïnspireerd door een van de verhalen van Storyteller Bunny kruipen ze met zijn allen in een groot konijnenpak om de hond angst aan te jagen.
Wanneer die het reuzenkonijn ziet wordt hij inderdaad bang, maar als het kostuum uit elkaar valt en de konijnen dientengevolge tevoorschijn komen, reageert hij furieus. Net op het moment dat hij op de aanval wil overgaan verschijnt de boer. De hond versteent van angst wanneer hij zijn gemene baasje ziet. De konijntjes hebben medelijden met de hond en besluiten hem te helpen om van zijn eigenaar af te komen. De hond blijft daarna voorgoed bij de konijnen.

## Rolverdeling
| Acteur             | Personage                                |
| ------------------ | ---------------------------------------- |
| Steve Whitmire     | Bean Bunny                               |
| Richard Hunt       | Lugsy Bunny                              |
| Camille Bonora     | Twitch Bunny                             |
| Karen Prell        | Babble Bunny, Baby Bunny, oudgrootmoeder |
| Jim Henson         | hond                                     |
| Louise Gold        | moeder Bunny                             |
| Kevin Clash        | vader Bunny, Bebop Bunny                 |
| Martin P. Robinson | boer                                     |
| David Rudman       | slak, Snort Bunny                        |
| Ron Mueck          | Storyteller Bunny                        |
| Mike Quinn         | Bulbous Bunny, burgemeester Bunnyparte   |

## Trivia
- Jim Henson kwam op het idee voor de film toen hij in een park een grote groep konijnen zag, alsof ze zaten picknicken. Het tafereel werd plots verstoord door een hond die kwam aanrennen, de konijnen schoten alle kanten op.
- Dit is het eerste Henson-project waarin Bean Bunny een rol speelt. Hij komt voor in vrijwel alle bioscoopfilms en specials met de Muppets na deze, zoals The Muppets at Walt Disney World en Muppets from Space. Ook is hij te zien in bijvoorbeeld de serie The Jim Henson Hour en de Disney-attractie Muppet*Vision 3D.